# Ví tiền mã hóa

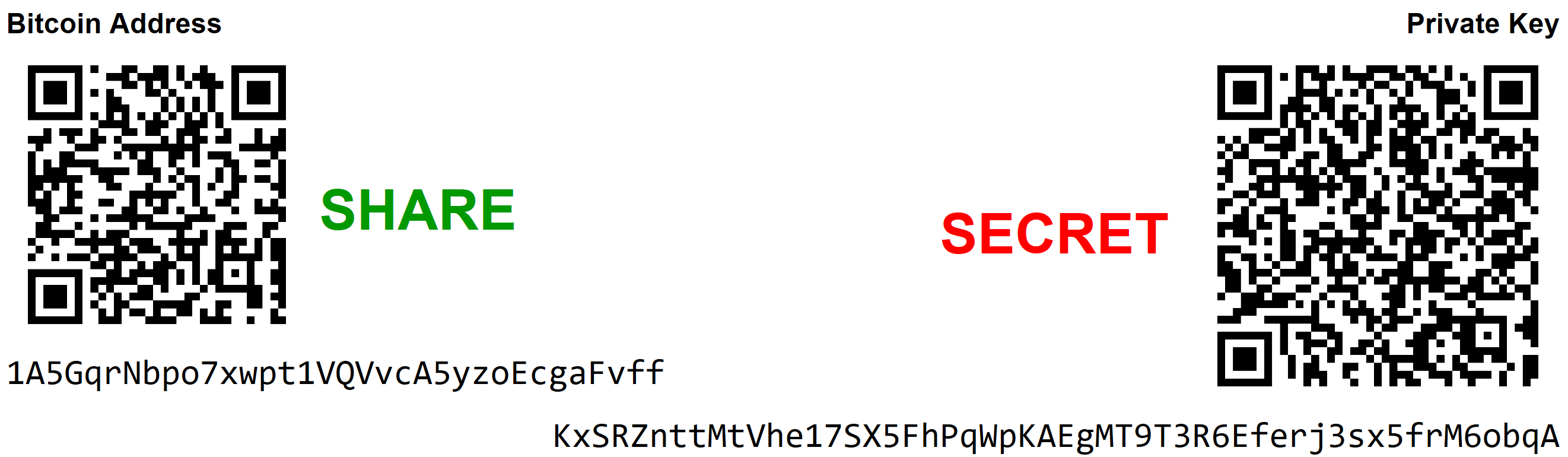
Một ví dụ ví giấy bitcoin có thể in bao gồm một địa chỉ bitcoin để nhận và khóa riêng tương ứng để chi tiêu.

Ví tiền mã hóa là một thiết bị, phương tiện vật lý, chương trình hoặc một dịch vụ lưu trữ các khóa công cộng và khóa riêng tư và có thể được sử dụng để theo dõi quyền sở hữu, nhận hoặc chi tiêu các loại tiền mã hóa. Bản thân tiền mã hóa không có trong ví. Trong trường hợp bitcoin và tiền điện tử có nguồn gốc từ nó, tiền mã hóa được lưu trữ và duy trì một cách hợp lý trong một sổ cái phân tán có sẵn công khai được gọi là blockchain.

## Chức năng
Một ví tiền mã hóa, có thể so sánh với tài khoản ngân hàng, chứa một cặp khóa mật mã công khai và riêng tư. Khóa công khai cho phép các ví khác thực hiện gửi tiền đến địa chỉ của ví, trong khi đó khóa riêng tư cho phép chi tiêu tiền điện tử từ địa chỉ đó.

## Các loại ví
Ví tiền có thể là ứng dụng kỹ thuật số hoặc dựa trên phần cứng. Chúng có thể lưu trữ khóa riêng tư kèm với người dùng hoặc khóa riêng tư được lưu trữ từ xa và các giao dịch được ủy quyền bởi bên thứ ba. 

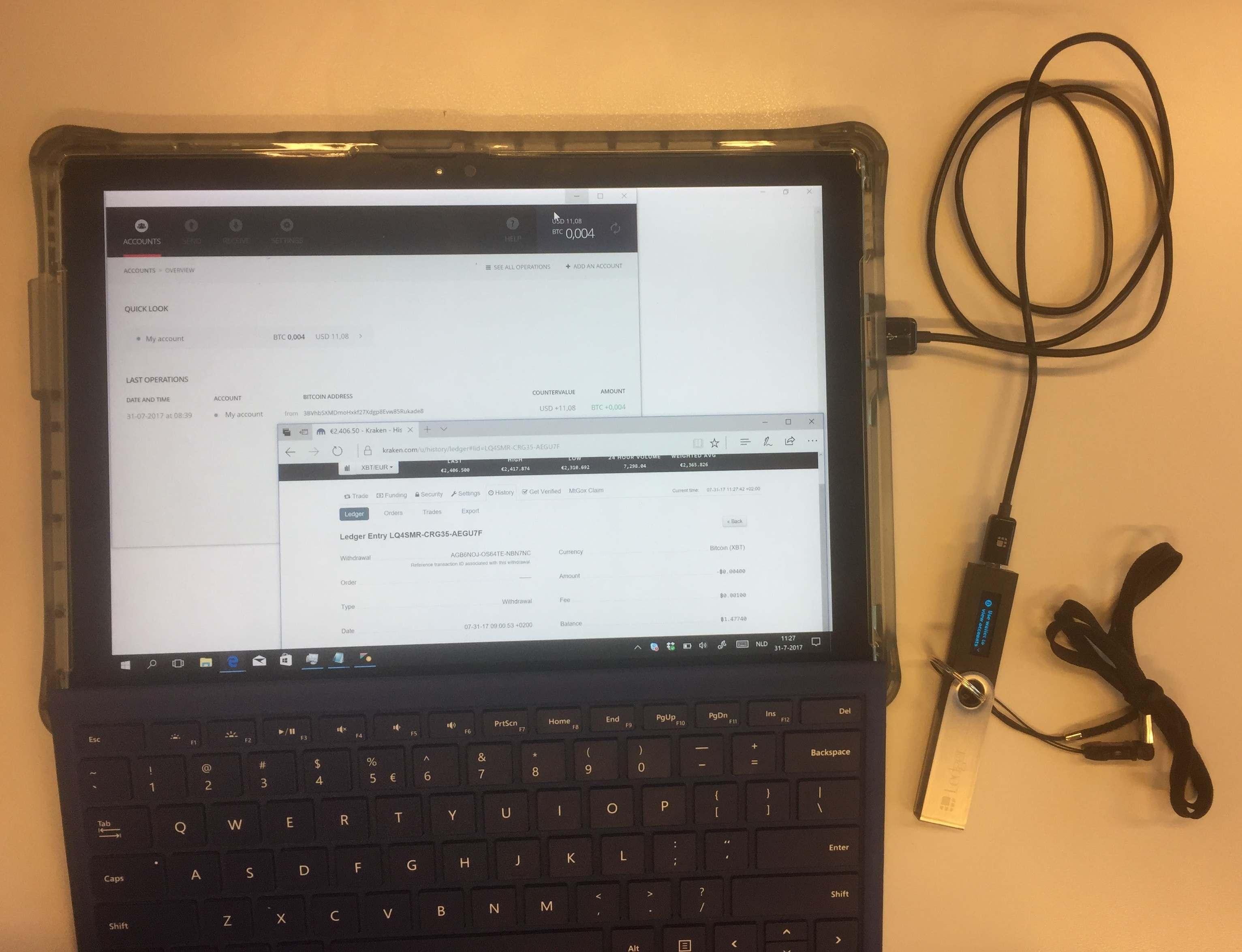
Một giao dịch bitcoin thực tế từ một trao đổi tiền điện tử dựa trên web đến ví phần cứng (Ledger Nano S).

### Ví đa năng
Ví đa năng đòi hỏi nhiều bên tham gia ký giao dịch đối với bất kỳ tiền kỹ thuật số có thể được chi tiêu. Ví đa năng được thiết kế để tăng tính bảo mật.

### Cách tạo khóa

#### Ví xác định
Với ví xác định, một khóa duy nhất có thể được sử dụng để tạo toàn bộ cây các cặp khóa. Khóa đơn này đóng vai trò là gốc của cây. Câu dễ nhớ hoặc hạt giống từ được tạo ra chỉ đơn giản là một cách dễ hiểu hơn để diễn tả khóa được sử dụng làm gốc, vì nó có thể được chuyển đổi theo thuật toán thành khóa riêng gốc. Những từ đó, theo thứ tự đó, sẽ luôn tạo chính xác cùng một khóa gốc. Một cụm từ có thể bao gồm 24 từ như: người bạn bắt đầu vẻ đẹp đất đen ca ngợi niềm tự hào từ chối kinh dị tin rằng cứu trợ kết thúc tiêu diệt nhà vô địch xây dựng tốt hơn tuyệt vời. Khóa gốc đó không thay thế tất cả các khóa riêng khác, mà là được sử dụng để tạo chúng. Tất cả các địa chỉ vẫn có các khóa riêng khác nhau, nhưng tất cả chúng có thể được khôi phục bằng khóa gốc duy nhất đó. Các khóa riêng cho mọi địa chỉ mà nó có và sẽ cung cấp có thể được tính toán lại với khóa gốc. Lần lượt, khóa gốc đó có thể được tính toán lại bằng cách cho ăn trong hạt giống từ. Câu mnemonic là bản sao lưu của ví. Nếu một ví hỗ trợ kỹ thuật tương tự (câu mnemonic), thì bản sao lưu cũng có thể được khôi phục trên một ví phần mềm hoặc phần cứng khác.
Một câu ghi nhớ được coi là an toàn. Tiêu chuẩn BIP-39 tạo ra hạt giống 512 bit từ bất kỳ ghi nhớ cụ thể nào. Bộ ví có thể là 2 512. Mỗi cụm mật khẩu dẫn đến một ví tiền hợp lệ. Nếu ví trước đây không được sử dụng, nó sẽ là trống. :104

#### Ví không xác định
Trong ví không xác định, mỗi khóa được tạo ngẫu nhiên theo cách riêng của nó và chúng không được lấy từ một khóa chung. Do đó, mọi bản sao lưu của ví phải lưu trữ từng khóa riêng được sử dụng làm địa chỉ, cũng như bộ đệm 100 hoặc hơn các khóa trong tương lai có thể đã được cung cấp dưới dạng địa chỉ nhưng chưa nhận được thanh toán. :94